# اسپانیا در المپیک تابستانی ۱۹۳۲

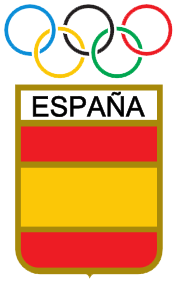
اسپانیا در بازی‌های المپیک تابستانی ۱۹۳۲

اسپانیا در بازی‌های المپیک تابستانی ۱۹۳۲ که در شهر لس آنجلس برگزار شد، کاروان اسپانیا با ۶ ورزشکار در این رقابت‌ها شرکت کرد و موفق به کسب ۱ مدال (۰ طلا، ۰ نقره، ۱ برنز) شد. در جدول رتبه‌بندی توزیع مدال‌ها، اسپانیا در ردهٔ ۲۶ مسابقات قرار گرفت.